# 러시아 에스페란티스토 연방
러시아 에스페란티스토 연방(Rusia Esperantista Unio)은 1991년 12월 28일 소비에트 공화국 에스페란티스토 연방이 소비에트 연방 해체 이후에 계승하여 결성된 에스페란토 단체다.